# Bennewitz (Torgau)
Bennewitz ist ein Ortsteil der Stadt Torgau im Landkreis Nordsachsen in Sachsen.

## Lage
Der ländliche Ortsteil Bennewitz befindet sich 4,8 Kilometer östlich und 2 Kilometer südlich der Stadt Torgau in unmittelbarer Nähe der östlich vorbeiführenden Bundesstraße 182 und westlich der Elbeniederung in der Beckwitz-Belgernsche Talsandebene. Nordwestlich befinden sich am Ortsrand der Storchteich, dann folgen der Angelteich und der Königsteich.

## Geschichte
1251 wurde das Gutsdorf als Bonewitz genannt. Der Name des Ortes wurde oft geändert und 1616 nannte man es Bönnewitz. Es war damals ein Vorwerk mit wenigen Bewohnern. Deshalb pfarrten die Bewohner nach Weßnig. Die Verwaltungszugehörigkeit war stets in Torgau, aber mit veränderten Strukturen der jeweiligen gesellschaftlichen Ordnung. Das Vorwerk wurde ein Rittergut mit einer Fläche von 508 Hektar. 1818 zählte das Gutsdorf 147 Einwohner und 1946 waren es 345. 
Am 20. Juli 1950 wurde die Gemeinde Bennewitz nach Weßnig eingemeindet, 1994 kam der Ortsteil Bennewitz infolge einer Gebietsveränderung nach Pflückuff und am 1. Januar  zur Stadt Torgau.